# José Thompson Mota
José Thompson Mota (Fortaleza, 14 de fevereiro de 1881 – Rio de Janeiro, 29 de agosto de 1944) foi um médico brasileiro.
Foi eleito membro honorário da Academia Nacional de Medicina em 1936, da qual é patrono da cadeira 35.